# I-402
I-402 — підводний човен Імперського флоту Японії, який брав участь у Другій світовій війні.
Корабель, який спорудили на корабельні ВМФ у Сасебо, належав до типу Сентоку (він же клас I-400). Це були найбільші авіанесучі субмарини в історії, які могли приймати на борт три торпедоносці-бомбардувальники Aichi M6A1 «Сейран» (а також найбільші підводні човни до появи у 1960-х атомних ракетоносців). Сама концепція створення таких човнів передбачала їх використання у спеціальних операціях для ураження надзвичайно важливих віддалених об'єктів, тому тип Сентоку мав автономну дальність плавання понад 69 тисяч кілометрів.
Ще на етапі спорудження цільове призначення човна змінили та завершили І-402 як танкер, що міг би доправляти авіаційне пальне зі ще підконтрольних територій у Південно-Східній Азії до метрополії. Втім, до завершення війни човен так і не здійснив жодного походу.
11 серпня 1945-го під час атаки американських літаків на Куре І-402 зазнав певних пошкоджень внаслідок близьких вибухів.
У вересні 1945-го човен перейшов під контроль союзників, а 1 квітня 1946-го був затоплений у Східнокитайському морі.